# Aculepeira escazu
Aculepeira escazu är en spindelart som beskrevs av Levi 1991. Aculepeira escazu ingår i släktet Aculepeira och familjen hjulspindlar.
Artens utbredningsområde är Costa Rica. Inga underarter finns listade i Catalogue of Life.